# Barnens ö
Barnens ö (Nederlands: Kindereiland) is een Zweedse dramafilm uit 1980, geregisseerd door Kay Pollak. De film is gebaseerd op de gelijknamige roman uit 1976 van P.C. Jersild.

## Verhaal
Zonder medeweten van zijn moeder brengt de 11-jarige Reine de zomer niet door op het vakantiekamp, maar alleen in de stad Stockholm. Met een skateboard en bandrecorder, waaraan hij zijn angst om op te groeien toevertrouwt, dwaalt hij door de stad, waar hij in talrijke ontmoetingen met volwassenen verwikkeld raakt. De film behandelt de overgang van de kindertijd naar de volwassen wereld op een zeer levendige manier.

## Rolverdeling
| Acteur             | Personage       |
| ------------------ | --------------- |
| Tomas Fryk         | Reine Larsson   |
| Anita Ekström      | Harriet Larsson |
| Ingvar Hirdwall    | Stig Utler      |
| Börje Ahlstedt     | Hester          |
| Lars-Erik Berenett | Esbjörn         |
| Hjördis Petterson  | Olga            |

## Productie
De opnames vonden plaats van 2 juli tot 5 oktober 1979 met toevoegingen van 18 tot 29 februari 1980 en in juni 1980. De filmmuziek is van Jean-Michel Jarre, afkomstig van zijn eerste twee albums Oxygène en Équinoxe.

## Prijzen en nominaties
| Jaar | Prijs                                   | Categorie                 | Genomineerde(n) | Uitslag     |
| ---- | --------------------------------------- | ------------------------- | --------------- | ----------- |
| 1981 | Guldbagge                               | Beste film                | Beste film      | Gewonnen    |
| 1981 | Guldbagge                               | Beste regie               | Kay Pollak      | Gewonnen    |
| 1981 | Guldbagge                               | Beste mannelijke hoofdrol | Ingvar Hirdwall | Gewonnen    |
| 1981 | Internationaal filmfestival van Berlijn | Gouden Beer               | Kay Pollak      | Genomineerd |
| 1981 | Internationaal filmfestival van Chicago | Gouden Hugo               | Kay Pollak      | Genomineerd |